# 강은경 (경찰)
강은경은 대한민국의 경찰 공무원이다. 경찰대학 졸업 후 경찰청에 임용되여 범죄심리분석관으로 활동했다. 대한민국 내 최초로 2009년 4월 범죄 위험 지역과 범인의 거주지 등을 예측하는 지리적 프로파일링 시스템(GeoPros)을 개발했다.

## 생애
경찰대학 21기생으로 2005년 경찰에 입문했다. 이후 경찰청 과학수사센터 프로파일러로 활동하였다. 대한민국 내 최초로 2009년 4월 범죄위험 지역과 범인의 거주지 등을 예측하는 지리적 프로파일링 시스템(GeoPros)을 개발한 것으로 경감 특진했다.